# Fernando Lugo
Fernando Armindo Lugo Méndez (San Pedro del Paraná, 30 maggio 1951) è un vescovo cattolico e politico paraguaiano, dimesso dallo stato clericale. Il 20 aprile 2008 è stato eletto presidente del Paraguay, carica dalla quale è stato destituito il 22 giugno 2012.

## Biografia

### Vita e attività ecclesiale
Nacque a San Solano, piccolo villaggio di San Pedro del Paraná. Cresciuto in una famiglia priva di riferimenti religiosi, Fernando Lugo ebbe sin dalla giovinezza una propensione verso la vita politica. Suo zio, Epifanio Méndez Fleitas, era un dissidente del partito colorado, e fu perseguitato ed esiliato dal regime del generale Alfredo Stroessner. Suo padre fu imprigionato venti volte e anche alcuni dei suoi fratelli maggiori furono esiliati. Frequentò i primi anni di scuola in un istituto religioso a Encarnación; nel frattempo lavorava come venditore ambulante.
All'età di 17-18 anni, contro il parere del padre che desiderava studiasse legge, Lugo entrò in una scuola normale (istituto magistrale) e iniziò l'insegnamento in una comunità rurale. Fu molto stimato dalla popolazione, che era molto religiosa ma priva di sacerdoti. Lugo ricorda di essere stato molto colpito da quell'esperienza, in cui scoprì la sua vocazione; decise così, a 19 anni, di entrare nel seminario della Società del Verbo Divino. Fu ordinato sacerdote il 15 agosto 1977 e lo stesso anno fu inviato in Ecuador, come missionario, per 5 anni. Qui ebbe l'occasione di interessarsi alla teologia della liberazione. Ritornò in Paraguay nel 1982, e, dopo un anno, la polizia del regime chiese la sua espulsione. La Chiesa lo inviò dunque a Roma per ulteriori studi accademici. Lugo ritornò in patria nel 1987, due anni prima della caduta della dittatura di Stroessner. Il 5 marzo 1994 fu nominato vescovo della diocesi di San Pedro, la più povera del paese, nel dipartimento di San Pedro; fu ordinato vescovo il successivo 17 aprile.

### Verso la candidatura presidenziale
Per potersi candidare in politica, Lugo presentò le dimissioni da ordinario della diocesi cattolica di San Pedro Apóstol l'11 gennaio 2005.
Conosciuto come il "vescovo dei poveri", Lugo fu visto da molti come l'alternativa più seria al dominio dell'Asociación Nacional Republicana, meglio nota come Partido Colorado. Sebbene affermò in origine di trovare "interessante" la presidenza di Hugo Chávez in Venezuela,  prese poi le distanze dagli altri capi politici dell'America Latina, ponendosi il primario obiettivo il combattere l'ineguaglianza sociale in Paraguay.
Il 25 dicembre 2006 annunciò di aver chiesto al Vaticano la dimissione dallo stato clericale per seguire le sue aspirazioni civili e politiche. La Radio Vaticana il 1º febbraio 2007 annunciò che, con una lettera del 20 gennaio, il cardinal Giovanni Battista Re, prefetto della Congregazione per i Vescovi, aveva rifiutato la dimissione dallo stato clericale, ma comminato la sospensione a divinis, cioè il divieto di amministrare i sacramenti.
Il 23 febbraio 2007 il Ministero degli Interni paraguaiano offrì protezione a Lugo, a causa di minacce di morte che egli aveva ricevuto durante le sue attività politiche.
Secondo un sondaggio del febbraio 2007, era già da considerarsi il principale favorito alle elezioni presidenziali.
Il 29 ottobre 2007, iscrittosi al Partito della Democrazia Cristiana del Paraguay, che nel frattempo aveva formato una coalizione di più di una dozzina di movimenti e partiti di opposizione denominata Alleanza Patriottica per il Cambiamento (APC), ne ottenne la candidatura, mentre Federico Franco, del Partido Liberal Radical Auténtico (di centro-destra), il maggior partito d'opposizione del Paraguay, fu candidato alla vicepresidenza.
Nonostante, il 16 novembre 2007, Nicanor Duarte Frutos, presidente dell'Associazione Nazionale Repubblicana (Partito Colorado), avesse annunciato che il suo partito non avrebbe iniziato alcun processo per bloccare la candidatura di Lugo, fu avviato un dibattito polemico riguardo alla sua legittimità, in quanto l'articolo 235 della Costituzione paraguaiana proibisce ai ministri di qualsiasi religione di mantenere cariche elettive.

### Elezione a presidente del Paraguay
Il 20 aprile 2008 Lugo ottenne il primo posto nelle elezioni presidenziali con almeno 10 punti percentuali di vantaggio, per quanto senza maggioranza assoluta. La Costituzione del Paese prevede la maggioranza relativa, per accedere alla massima carica dello Stato. La candidata del partito colorado, Blanca Ovelar, ha ammesso la sconfitta nella stessa notte, intorno alle ore 21 locali.
Fernando Lugo era divenuto il secondo presidente del Paraguay di sinistra (il primo era stato Rafael Franco, dal 1936 al 1937). Fu inoltre la prima sconfitta, in 61 anni di dominio, del partito colorado alle elezioni presidenziali. Lugo assunse la carica di presidente il 15 agosto 2008.
Il 31 luglio 2008, nell'imminenza dell'assunzione della carica di presidente, la Santa Sede accettò la richiesta di dimissione dallo stato clericale di Lugo per l'incompatibilità con la sua carica politica.
Nell'occasione, il presidente neoeletto chiese scusa alla Chiesa cattolica, e in particolare a papa Benedetto XVI, per essersi candidato in politica. Il Pontefice, accettando la richiesta di Lugo, lo esortò comunque a esser fedele ai principi morali della fede cattolica, ed a condurre una vita coerente con il Vangelo. Il 13 aprile 2009 Lugo ha riconosciuto, dopo un attacco dell'opposizione, di avere avuto un figlio naturale nel 2007, due anni dopo la sua richiesta di riduzione allo stato laicale; a quel tempo però la sua richiesta non era stata ancora accettata, e quindi pur se sospeso a divinis, era sempre appartenente alla struttura della Chiesa.

### Presidenza
Due delle principali promesse della campagna presidenziale di Lugo sono state la lotta alla corruzione e la riforma agraria. Sono state introdotte numerose iniziative per migliorare la vita dei poveri del Paraguay, come gli investimenti in alloggi a basso reddito, l'introduzione di trattamenti gratuiti negli ospedali pubblici e l'introduzione di trasferimenti di denaro per il Paraguay più cittadini impoveriti.
In materia sociale, uno dei principali risultati del suo governo è stato il graduale miglioramento del sistema sanitario in Paraguay, con l'obiettivo di universalizzarlo. Nel 2009 sono stati introdotti miglioramenti e, attraverso una risoluzione presidenziale, servizi gratuiti per l'intera popolazione, che includono consultazioni ambulatoriali, farmaci e interventi estremamente complessi negli ospedali pubblici di tutto il paese.
Nell'ambito dell'educazione, la sua amministrazione ha espresso il suo fermo impegno nei confronti dell'istruzione pubblica, avviando la distribuzione gratuita di laptop agli studenti primari nell'ambito del programma "Un computer per bambino", un progetto governativo avviato nel 2008 con l'obiettivo di promuovere l'istruzione in nuove tecnologie per gli studenti delle scuole pubbliche. Nel programma governativo, la merenda scolastica è stata inclusa per la prima volta dai rispettivi governatorati dipartimentali per tutti gli studenti.
In materia economica, la sua amministrazione è stata caratterizzata per non aver incluso importanti cambiamenti nell'agenda commerciale. Molti analisti concordavano sul fatto che la politica economica del suo governo fosse alquanto conservatrice. La sua politica di cambio consisteva nel mantenere un cambio relativamente basso, oltre a promuovere la diversificazione produttiva. Il suo governo era favorevole allo statalismo, così come alla collaborazione pubblico-privato per le imprese statali deficitarie. A differenza del suo predecessore, ha rafforzato le relazioni con il FMI e il Banco Interamericano di Sviluppo.
Nel corso del 2010 e all'inizio del 2011, il Paraguay ha registrato tassi record di crescita economica, generati in gran parte dall'esportazione di materie prime e dall'espansione dei settori commerciale, industriale e delle costruzioni, raggiungendo picchi storici di crescita di 14,5 punti percentuale, uno dei più alti tassi in America Latina.
Uno dei punti chiave della sua amministrazione è stata la ratifica parlamentare del Brasile, il 6 aprile 2011, sul trattato firmato tra Fernando Lugo e il presidente brasiliano Luiz Inácio Lula da Silva il 25 luglio 2009, che ha aumentato a quasi triplo l'importo pagato dal Brasile per la vendita del surplus energetico paraguaiano nella centrale idroelettrica di Itaipú. Con questa somma, il Paraguay aumenta la sua entrata di denaro annuale fino alla fine del contratto nel 2023. Era considerata una delle più grandi conquiste politiche del suo governo. Lugo ha annunciato la creazione di un fondo di sviluppo con l'obiettivo di investire queste risorse in infrastrutture pubbliche.

### Impeachment
Nel maggio 2012, la fattoria Campos Morombi della città di Curuguaty, 240 chilometri a nord est di Asunción, di proprietà di ex senatore Blas Riquelme del Partito Colorado fu occupata da un centinaio di agricoltori per protestare contro la scarsità di terreni agricoli nel dipartimento di Canindeyú. Dopo tre settimane di trattative, venerdì 15 giugno, il Ministero degli Interni ordinò lo sfratto dalla proprietà con l'uso della forza, provocando violenti scontri tra gli occupanti e le forze di polizia. Durante lo sgombero, 17 persone rimasero uccise (undici contadini e sei poliziotti). L'evento suscitò forti critiche nel paese, portando alle dimissioni del ministro dell'Interno, Carlos Filizzola, e del comandante della polizia, Paulino Rojas.
Fonti della polizia riportarono che i soldati sarebbero caduti in un'imboscata mentre cercavano di stabilire i negoziati, sospettando che 34 membri dell'Ejército del Pueblo Paraguayo si fossero infiltrati tra contadini. Secondo alte fonti questo tragico episodio sarebbe in realtà un montaggio, un pretesto per chiedere le dimissioni di Lugo. Sei mesi dopo il massacro, il dirigente di polizia Vidal Vega, che stava conducendo un'indagine parallela, venne ucciso da assassini mascherati. Secondo Vega, gli "infiltrati" sarebbero in realtà coloro che scatenarono la sparatoria, colpendo sia contadini che la polizia. Hugo Richert, ex ministro dell'azione sociale, affermò che "l'episodio avrebbe potuto essere preparato in modo da avere una ragione perfetta per licenziare il presidente. E nonostante la pressione dei cittadini, il pubblico ministero ha indagato solo in una direzione: secondo lui i contadini hanno teso un agguato alla polizia".
Il presidente Fernando Lugo non espresse il suo sostegno alle forze di sicurezza, pur estendendo le sue condoglianze ai parenti dei poliziotti defunti. Lugo venne perseguito, anche se in seguito lo stesso parlamento dichiarerà che la catena di comando venne rotta, per l'ordine dato a Curuguaty. Sabato 16 giugno 2012 Lugo nominò come nuovo ministro degli interni l'ex procuratore generale dello stato Rubén Candia Amarilla, ricoprendo la carica lasciata la sera prima da Carlos Filizzola. Il presidente sostituì anche il comandante della polizia nazionale e annunciò la creazione di una commissione, supportata dall'Organizzazione degli Stati americani, per indagare su cosa fosse veramente accaduto in Curuguaty.
Diverse irregolarità compromisero l'indagine. Un elicottero della polizia sorvolò la scena durante gli eventi, ma il video registrato durante il volo scomparve in circostanze poco chiare. Nessuna indagine o indagine balistica venne effettuata per determinare chi avrebbe potuto uccidere i sei agenti di polizia. Un fucile Maverick calibro 12, rubato a un ex ufficiale militare pochi giorni dopo e che non aveva nulla a che fare con la sparatoria, venne aggiunto tra le prove che dimostrerebbero la colpevolezza dei "senza terra". Il 20 marzo 2014 il Partito Democratico Progressista (PDP) presentò al Senato una serie di fotografie di contadini morti e ammanettati, possibili vittime di esecuzioni sommarie.
Il 21 giugno 2012 la Camera dei Deputati del parlamento paraguaiano ha approvato lo svolgimento di un processo politico contro il Presidente della Repubblica, Fernando Lugo, al quale si imputava un cattivo svolgimento delle sue funzioni. Lugo, rifiutando di dimettersi, espresse l'intenzione di difendere la sua posizione per mantenere le promesse elettorali del 2009. Tuttavia il giorno dopo, il 22 giugno, con 39 voti a favore e 4 contrari, Lugo venne rimosso dal suo ufficio. Il processo di impeachment fu descritto come una "rottura dell'ordine democratico" dalla maggior parte dei governi latinoamericani e da alcuni europei, portando il Paraguay a essere sospeso come membro del Mercosur e dell'Unasur dai paesi membri. I sostenitori del presidente deposto Fernando Lugo asserirono che secondo la comunità internazionale la sua destituzione sia stata un "colpo di stato" e una violazione dell'ordine costituzionale. Uno degli argomenti addotti fu che a Lugo furono date solo 2 ore per presentare la sua difesa davanti al parlamento.

## Blog
Lugo ha iniziato a scrivere un blog sul sito web del quotidiano ABC Color nel marzo 2007.

## Genealogia episcopale
La genealogia episcopale è:
- Cardinale Scipione Rebiba
- Cardinale Giulio Antonio Santori
- Cardinale Girolamo Bernerio, O.P.
- Arcivescovo Galeazzo Sanvitale
- Cardinale Ludovico Ludovisi
- Cardinale Luigi Caetani
- Cardinale Ulderico Carpegna
- Cardinale Paluzzo Paluzzi Altieri degli Albertoni
- Papa Benedetto XIII
- Papa Benedetto XIV
- Papa Clemente XIII
- Cardinale Enrico Benedetto Stuart
- Papa Leone XII
- Cardinale Chiarissimo Falconieri Mellini
- Cardinale Camillo Di Pietro
- Cardinale Mieczysław Halka Ledóchowski
- Cardinale Jan Maurycy Paweł Puzyna de Kosielsko
- Arcivescovo Józef Bilczewski
- Arcivescovo Bolesław Twardowski
- Arcivescovo Eugeniusz Baziak
- Papa Giovanni Paolo II
- Arcivescovo José Sebastián Laboa Gallego
- Vescovo Fernando Armindo Lugo Méndez